# Nyassachromis prostoma
Nyassachromis prostoma е вид лъчеперка от семейство Цихлиди (Cichlidae).

## Разпространение
Видът е ендемичен за езерото Малави в Малави. Среща се и в Танзания.